# NGC 3263
NGC 3263 هو اصطدام مجري، يقع في كوكبة الأسد. اكتشف في 1850، وقد اكتشفه ويليام بارسونز. يبعد عن الأرض 22.18 .، ويبعد عن الأرض 18.2 .، ويبعد عن الأرض 17 .، ويبعد عن الأرض 24.6 .، ويبعد عن الأرض 26.4 .، ويبعد عن الأرض 22.18 .، ويبعد عن الأرض 19.81 .

## روابط خارجية
- NGC 3263 على موقع ويكي سكاي: DSS2, SDSS, GALEX, IRAS, Hydrogen α, X-Ray, Astrophoto, Sky Map, Articles and images